# Fortuna sprzyja pani Nikuko
Fortuna sprzyja pani Nikuko (jap. 漁港の肉子ちゃん Gyokō no Nikuko-chan) – japoński film animowany z 2021 roku na podstawie powieści o tym samym tytule autorstwa Kanako Nishi. Za reżyserię odpowiadał Ayumu Watanabe, a za produkcję Studio 4°C. Premiera w japońskich kinach miała miejsce 11 czerwca 2021.

## Obsada
| Postać     | Seiyū          |
| ---------- | -------------- |
| Nikuko     | Shinobu Ōtake  |
| Kikuko     | Cocomi         |
| Ninomiya   | Natsuki Hanae  |
| Jaszczurka | Hiro Shimono   |
| Gekon      | Hiro Shimono   |
| Sassan     | Ikuji Nakamura |
| Miu        | Riho Yoshioka  |
| Darcia     | Matsuko Deluxe |
| Maria      | Izumi Ishii    |

## Produkcja
Film został zapowiedziany w styczniu 2021. Został wyprodukowany przez Studio 4°C i wyreżyserowany przez Ayumu Watanabe. Za scenariusz odpowiedzialna była Satomi Ooshima, a za projekty postaci Kenichi Konishi. Motywem przewodnim filmu jest „Image no uta” w wykonaniu Kurumi Inagaki, a końcowym „Taketen” autorstwa grupy Greeeen.

## Wydanie
Premiera w japońskich kinach odbyła się 11 czerwca 2021. W Polsce pokazy filmu miały miejsce podczas 37. edycji Warszawskiego Międzynarodowego Festiwalu Filmowego.

## Odbiór
Kim Morrissy z Anime News Network pochwaliła animację filmu oraz jego „realistyczną” fabułę, ale skrytykowała sposób przedstawienia tytułowej bohaterki.
Film zarobił na świecie 1 706 970 dolarów.

### Wyróżnienia
| Rok  | Nagroda                                  | Kategoria                                               | Nominacja                   | Rezultat  | Źródło |
| ---- | ---------------------------------------- | ------------------------------------------------------- | --------------------------- | --------- | ------ |
| 2021 | Międzynarodowy Festiwal Filmowy Fantasia | Axis: Nagroda Satoshiego Kona za doskonałość w animacji | Fortuna sprzyja pani Nikuko | Wygrana   | [ 8 ]  |
| 2021 | Scotland Loves Animation                 | Nagroda jury                                            | Fortuna sprzyja pani Nikuko | Wygrana   | [ 9 ]  |
| 2021 | Nagroda Filmowa Hochi                    | Najlepszy film animowany                                | Fortuna sprzyja pani Nikuko | Wygrana   | [ 10 ] |
| 2022 | Nagroda Japońskiej Akademii Filmowej     | Animacja filmowa roku                                   | Fortuna sprzyja pani Nikuko | Nominacja | [ 11 ] |
| 2022 | Nagroda Annie                            | Najlepsza animacja niezależna                           | Fortuna sprzyja pani Nikuko | Nominacja | [ 12 ] |
| 2022 | Japan Media Arts Festival                | Nagroda za doskonałość                                  | Fortuna sprzyja pani Nikuko | Wygrana   | [ 13 ] |